# Moira Abernethy
Moira Abernethy   (29 de maig de 1939) és una nedadora sud-africana, ja retirada, especialista en estil lliure i esquena, que va competir durant la dècada de 1950.
El 1956 va prendre part en els Jocs Olímpics d'Estiu de Melbourne, on va disputar dues proves del programa de natació. Va guanyar la medalla de bronze en els 4x100 metres lliures, formant equip amb Natalie Myburgh, Susan Roberts i Jeanette Myburgh, mentre en els 100 metres esquena quedà eliminada en sèries.